# Пам'ятник матросам Дніпровської флотилії (Кременчук)
Па́м'ятник матр́осам Дніпр́овської флот́илії — пам'ятник морякам більшовицької Дніпровської військової флотилії, що загинули під час вторгнення російських більшовиків в Україну у 1918—1919 р.р.

## Загальні дані
На гранітному постаменті зображено скульптурну групу: один моряк — в повний зріст, з гвинтівкою в руці, а інший за кулеметом. Присутня меморіальна плита на якій висічені слова: «Памяти отважных моряков, павших в дни гражданской войны за власть Советов, 1918—1919».

## Історія пам'ятника

### 1938
Вперше пам'ятник був збудованих у 1938 році. Авторами пам'ятник стали два скульптора самоучки: аптекар Г. Дзюба та робочий вагонобудівного заводу Молчанов. Вони створили пам'ятник з алебастру-цементної суміші.

### 1945
Під час Другої Світової війни, пам'ятник був знищений німцями. А уже у 1945 році, ті ж самі, Мовчанов і Дзюба, відновлили зруйнований пам'ятник.

### 1989
Відновлений пам'ятник простояв до 1985 року. На ньому з'явилися численні руйнування і було прийнято рішення про його реконструкцію. Ця реконструкція виконувалася вже професійною командою. До спільної праці залучили скульпторів Львівської експериментальної фабрики скульптури та художнього скла Павла Чечельницького та Миколу Посікіру, а також архітекторів С. Ткаченко і Н. Павук.
Усі витрати взяв на себе Кременчуцький стальзавод, виділивши 30 000 карбованців. Відкриття реконструйованого пам'ятника відбулося у 1989 році.

### 2016

#### Лютий[3]
У виконкомі відбулося засідання комісії з питань перейменування об'єктів міського підпорядкування, увічнення пам'яті видатних діячів і подій, встановлення пам'ятних знаків в Кременчуці.
Постановили зняти табличку, а сам пам'ятник не чіпати, так як він є об'єктом культурної спадщини.

#### Грудень[4]
Депутат Кременчуцької міськради Ганна Павленко (фракція «Самопоміч») у своєму запиті запропонувала колегам звернутися до Полтавської облради з вимогою скасувати рішення облради від 1982 року, в якому йдеться про перелік об'єктів культурної спадщини. До цього переліку внесено пам'ятник матросам Дніпровської флотилії. Депутат Павленко ініціює виключення цього пам'ятника з переліку, щоб мати можливість його демонтувати.
За словами Анни Павленко, пам'ятник Крюківським матросам «не відповідає історичній правді», тому що «матроси, які встановлювали радянську владу в Києві, загинули в Кременчуці».
Депутати не підтримали цей запит, і до того ж, секретар міськради Юрій Гриценко зазначив, що доля цього пам'ятника міська комісія з перейменування та історичних об'єктів вже розглядала в березні поточного року і було прийнято рішення частково «декоммунізіровать» пам'ятник, змінивши табличку на ньому — що було і зроблено.

### 2017[5]
5 вересня депутат Кременчуцької міськради Ганна Павленко (фракція «Самопоміч») за підтримки місцевих активістів, знову ініціювала питання демонтажу пам'ятника «Матросам Дніпровської флотилії».
Зокрема, Павленко заявила, що пам'ятник матросам рекомендує знести Інститут національної пам'яті.
В результаті комісія не підтримала пропозицію депутата Павленко.

## Історія Дніпровської флотилії
Більшу частину Дніпровської флотилії складали матроси-балтійці, які прибули до Кременчука з Кронштадта. Командував флотилією матрос А. В. Полупанов. Велику допомогу в організації флотилії надав житель міста М'який В. А.,який був обраний в 1919 році делегатом на VII з'їзд Рад. Штаб флотилії розміщувався на бронепоїзді № 8. Флотилія брала активну участь в боях проти денікінців і численних банд. У вересні 1920 року в тяжкому бою матроси не дозволили переправитися на лівий берег Дніпра і з'єднатися з махновцями великому загону бандитів. На згадку про героїчні моряків і поставлений цей пам'ятник.